# Tadeusz Terlikowski
Tadeusz Terlikowski (ur. 4 listopada?/17 listopada 1917 w Bacewiczach, zm. 6 sierpnia 2018 w Chicago) – polski pilot, uczestnik II wojny światowej, kapitan WP w stanie spoczynku.

## Życiorys
W latach 1937–1939 służył w 13 Eskadrze I Pułku Lotniczego na Okęciu w Warszawie. Był uczestnikiem polskiej wojny obronnej września 1939, a następnie ewakuował się przez Rumunię do Francji, gdzie służył wszedł w skład 145 Polskiego Dywizjonu w Lyonie. Po zajęciu Francji przez III Rzeszę w 1940 r. przedostał się przez Hiszpanię i Algierię do Szkocji. Ukończył następnie szkołę mechaników w Blackpool i dołączył do Dywizjonu 303 im. Tadeusza Kościuszki Polskich Sił Powietrznych w Wielkiej Brytanii w ramach którego brał udział w bitwie o Anglię oraz inwazji na Normandię w czerwcu 1944.
W 1949 r. został zdemobilizowany i w kolejnym roku wyemigrował do USA, gdzie był aktywnym działaczem Kongresu Polonii Amerykańskiej oraz Stowarzyszenia Weteranów Armii Polskiej (SWAP). W 2017 r. został wyróżniony przez Instytut Pamięci Narodowej tytułem Kustosza Pamięci Narodowej. W marcu 2018 odebrał nominację na stopień kapitana WP w stanie spoczynku podczas obchodów Dnia Pułaskiego w Chicago.       

## Ordery i odznaczenia
- Krzyż Kawalerski Orderu Odrodzenia Polski
- France and Germany Star (Wielka Brytania)[1]
- Defence Medal (Wielka Brytania)[1]
- War Medal 1939–1945 (Wielka Brytania)[1]